# Исмаилов, Исраил
Исраил Исмаилов (тадж. Исроил Исмоилов; 1918 год — 2004 год) — хлопковод, звеньевой колхоза «Рохи Ленин» Октябрьского района Сталинабадской области, Таджикская ССР. Герой Социалистического Труда (1948).

## Биография
С 1935 года — рядовой колхозник, звеньевой хлопководческого звена колхоза «Рохи Ленин» Октябрьского района.
В 1947 году звено Исраила Исмаилова получило высокий урожай тонковолокнистого хлопка-сырца. Указом Президиума Верховного Совета СССР от 1 марта 1948 года «за получение высокого урожая хлопка при выполнении колхозом обязательных поставок и натуроплаты за работу МТС в 1947 году и обеспеченности семенами зерновых культур для весеннего сева 1948 года» удостоен звания Героя Социалистического Труда с вручением Ордена Ленина и золотой медали Серп и Молот.
С 1961 года — рядовой колхозник колхоза «Коммунизм» Вахшского района.
Скончался в 2004 году.
Награды
- Герой Социалистического Труда
- Орден Ленина — дважды